# Tsuzumi
Il termine tsuzumi (鼓?) indica in modo generico i tamburi giapponesi a clessidra. Il vocabolo giapponese taiko si riferisce invece a tutte le altre tipologie di tamburi.
Esempi di tsuzumi sono l'ōtsuzumi e il kotsuzumi, entrambi impiegati nella musica del teatro nō e, in alcuni casi, in quella del kabuki.